# Объясняя мир: Истоки современной науки
«Объясняя мир: Истоки современной науки» (англ. To Explain the World: The Discovery of Modern Science) — книга физика-теоретика и нобелевского лауреата по физике Стивена Вайнберга. Она возникла на основе курса лекций по истории физики и астрономии, который Вайнберг читал студентам старших курсов в Техасском университете в Остине. Книга описывает рождение и развитие современных научных знаний, основное внимание уделяется физике и астрономии. Охватывая период истории с IV века до нашей эры по конец XVII века, книга рассказывает об античной греческой науке и средневековом развитии арабской и европейской науки, о научной революции XVI–XVII веков, Ньютоне, Эйнштейне, обращается в своём повествовании к стандартной модели и теории струн. Книга вошла в библиотеку Фонда «Династия».

## Содержание
В этой работе я пользуюсь возможностью раскрыть свое видение природы физической науки и ее неразрывной связи с религией, техникой, философией, математикой и эстетикой.Стивен Вайнберг, «Объясняя мир: Истоки современной науки»
По мнению Вайнберга, наука — это не совокупность конкретных фактов, даже объяснённых теоретически и проверенных на опыте, а саморазвивающийся механизм взаимодействия человека с природой,  который с высокой степенью надёжности позволяет решать, соответствуют ли мнения и убеждения людей законам природы.
Повествуя о науке в Древней Греции, Вайнберг описывает достижения древнегреческих мыслителей от Фалеса Милетского до Платона, пифагорейцев и доевклидовых геометров. Говоря об Аристотеле, Вайнберг поражается шириной его интересов и богатством фактических знаний, но вместе с тем критикует мысль об Аристотеле как о создателе научного метода. Автор считает, что вся аристотелевская физика строится на поверхностных наблюдениях и не подвергалась критической проверке. Древнегреческую астрономию Вайнберг воспринимает как прорыв на пути к научной методологии. В книге подробно освещаются труды Евдокса, Калиппа, Гераклида, Аристарха Самосского, Гиппарха, Эратосфена, Аполлония и Птолемея. Предложенная Евдоксом и развитая Калиппом модель движений планет Солнца и Луны, по мнению автора книги, стала первым примером того, что в современной физике называют тонкой подстройкой численных параметров теории к результатам наблюдений.
Вайнберг описывает науку в арабском мире и её возрождение в средневековой Европе. В книге разбираются споры европейских схоластов XIII века о наследии Аристотеля. Автор книги считает, что такие споры пошли на пользу развитию науки, избавив её от догматического аристотелизма и догматического христианства.
Научную революцию XVI–XVII веков, начатую Коперником и завершённую Ньютоном, Вайнберг, рассуждая с точки зрения современного учёного, считает настоящим прорывом в интеллектуальной истории человечества. Автор книги признаётся, что за исключением нескольких очень ярких греческих учёных, вся наука до XVI века кажется ему совершенно непохожей на то, с чем он ежедневно сталкивается в своей работе или с тем, что он видит в работах своих коллег.
До научной революции наука была насыщена религией и тем, что мы сейчас называем философией; кроме того, все еще не был выработан математический аппарат. После XVII века в физике и астрономии я чувствую себя как дома. Я узнаю многие черты науки моего времени: поиск объективных законов, выраженных математически, которые позволяют предсказывать широкий спектр явлений и подтверждены сравнением этих предсказаний с наблюдением и экспериментом.
Обращаясь к научной революции, в своей книге Вайнберг отсылает читателя ко многим значимым фигурам того времени: Копернику, Тихо Браге, Иоганну Куплеру, Галилео Галилею, Рене Декарту, Христиану Гюйгенсу, Исааку Ньютону и ко многим другим.
Своеобразным дополнением к книге стали 35 технических замечаний, отобранных автором. В них Вайнберг с помощью школьной алгебры и геометрии объясняет научную и математическую основу многих исторических открытий, обсуждаемых в книге. Среди приведённых примеров теорема Фалеса, теорема Пифагора, расчёт площади круга, расчёт размеров Земли, параллакса Луны, центростремительное ускорение, закон сохранения импульса и другие.

## Отзывы
The Guardian отмечает, что Вайнберг пишет с элегантностью XVIII века, перекликающейся с Эдуардом Гиббоном, но намеренно занимая позицию не классического историка, а скорее современного физика. Профессор МТИ Марсия Бартусяк в своей статье для The Washington Post пишет, что некоторые историки могут оспорить некоторые из гипотез Вайнберга, но считает, что тем не менее они интересны для рассмотрения.
Английский учёный и популяризатор науки Ричард Докинз положительно оценил работу Вайнберга: «Без преувеличения можно утверждать, что Вайнберг блестяще подтвердил то, что о нем было сказано на вручении Нобелевской премии: он не только выдающийся физик-теоретик, но и настоящий интеллектуал». Американский физик-теоретик Брайан Грин отметил, что Вайнберг «виртуозно показывает путь становления мировой науки» и что книга ярким образным ярким языком рассказывает о нашей страсти к познанию». Астрофизик и космолог Лоуренс Краусс нашёл в книге «восхитительный» контраст с другими произведениями на эту тему.